# 進藤満尾
進藤 満尾（しんどう みつお、1944年4月7日 - ）は、日本のアニメーターである。進藤プロダクション元代表。

## 人物
1964年に虫プロダクションに入社して、『鉄腕アトム』で動画デビュー。虫プロダクション倒産後は、フリーで東映動画（現・東映アニメーション）やサンライズ作品に参加した。特に1976年に始まる東映動画の『キャンディ・キャンディ』『花の子ルンルン』『魔法少女ララベル』の3本の少女アニメでは初のキャラクターデザインとチーフ・アニメーターの重責を担った。1981年に進藤プロダクションを設立するが、2017年に閉鎖する。現在はフリーアニメーター。
柔道は三段、少林寺拳法は七段で少林寺拳法は埼玉県で道場を開いており、600人の生徒を指導していたという。この特技を活かして、進藤の友人の芦田豊雄がシリーズディレクターを務めた1984年から放送のテレビアニメ『北斗の拳』では、劇中の北斗神拳の描写の参考に進藤の写真が用いられた。進藤の他の趣味は100丁以上持っているモデルガンにプラモデル。

## 参加作品

### テレビアニメ
※五十音順
- あしたのジョー（原画）
- 一休さん（作画監督）
- NINJAハットリくんリターンズ（レイアウト）
- 宇宙戦艦ヤマト（#1原画）
- ウルトラマンキッズ 母をたずねて3000万光年（作画監督）
- 怪談レストラン（#2原画）
- 神風怪盗ジャンヌ（作画監督）
- 仮面の忍者赤影（作画監督）
- ガラスの仮面（1984年版）（作画監督[3]）
- 空手バカ一代（原画）
- キテレツ大百科（作画監督）
- キャプテン（原画）
- キャンディ・キャンディ（キャラクター設計[4]・監修）
- 銀魂°（原画）
- クレヨンしんちゃん（原画）
- げらげらブース物語（作画監督）
- COBRA THE ANIMATION（原画）
- サイボーグクロちゃん（原画）
- しましまとらのしまじろう（作画監督・原画）
- 少年アシベ/少年アシベ2（キャラクターデザイン・作画監督）
- 聖闘士星矢（作画監督）
- 絶体絶命でんぢゃらすじーさん（作画監督）
- それいけ!アンパンマン (原画)
- それでも町は廻っている（原画）
- ちびまる子ちゃん（作画監督）
- 釣りバカ日誌（作画監督）
- デジモンクロスウォーズ（原画）
- Dr.スランプ アラレちゃん（作画監督）
- DOG DAYS″（原画）
- ドラえもん（原画）
- DRAGON QUEST -ダイの大冒険-（2020年 - 、原画）
- ドラゴンボール（作画監督）
- ドラゴンボールZ（作画監督）
- トロピカル〜ジュ!プリキュア（原画）
- どろろ→どろろと百鬼丸（作画[5]）
- ニンジャラ（2022年 - 2023年、作画監督・原画）
- 忍たま乱太郎（作画監督・原画）
- ハクション大魔王2020（作画監督・原画）
- 花の子ルンルン（チーフアニメーター）
- ハピネスチャージプリキュア!（原画）
- はりもぐハーリー（作画監督）
- はれときどきぶた（原画）
- ビリ犬（作画監督）
- FAIRY TAIL（原画）
- ふしぎ魔法ファンファンファーマシィー（作画監督）
- へーい!ブンブー（作画監督）
- へろへろくん（作画監督）
- ポコニャン!（作画監督）
- 星のカービィ（原画）
- ボボボーボ・ボーボボ（作画監督）
- 魔王ダンテ（作画監督）
- 魔法少女ララベル（チーフアニメーター）
- 魔法使いサリー（1989年版、作画監督）
- まもって守護月天!（作画監督）
- ミスター味っ子（作画監督）
- モジャ公（作画監督）
- もっと!まじめにふまじめ かいけつゾロリ（原画）
- モンスターファーム（作画監督）
- 遊☆戯☆王（作画監督）
- 遊☆戯☆王ZEXAL（原画）
- 鎧伝サムライトルーパー（作画監督）
- リルリルフェアリル〜妖精のドア〜（作画監督）
- るろうに剣心 -明治剣客浪漫譚-（動画チェック）
- レッドバロン（作画監督）
- ラ・セーヌの星（作画監督）
- LUPIN ZERO（原画）
- ワンサくん（作画監督）
- ONE PIECE（原画）

### 劇場アニメ
※五十音順
- アテルイ（作画監督）
- 愛しのベティ 魔物語（作画監督）
- キャンディ・キャンディ春の呼び声（作画監督）
- キャンディ・キャンディの夏休み（作画監督）
- 千夜一夜物語（原画）
- それいけ!アンパンマン 夢猫の国のニャニイ（原画）
- Dr.SLUMP “ほよよ!”宇宙大冒険（原画）
- Dr.スランプ アラレちゃん ほよよ!ナナバ城の秘宝（原画）
- Dr.スランプ アラレちゃん んちゃ!ペンギン村より愛をこめて（原画）
- 魔法少女ララベル海が呼ぶ夏休み（作画監督）